# A-20 (航空機)
A-20 ハボック
BD ハボック
ボストン
飛行するA-20G-20-DO 42-86657号機
(USAAF、撮影年不詳)
- 用途：対地攻撃機、軽爆撃機、夜間戦闘機
- 分類：攻撃機
- 設計者：エドワード・ヘンリー・ハイネマン
- 製造者：ダグラス・エアクラフト社（A-20）
- 運用者
  -  アメリカ陸軍航空軍（USAAF）
  -  イギリス空軍
  -  フランス空軍
  -  ソビエト連邦空軍ほか
- 初飛行：1939年1月23日
- 生産数：7,478機
- 生産開始：1939年
- 運用開始：1941年1月10日
- 退役：不明[1]
- 運用状況：退役

A-20 ハボック（Douglas A-20 Havoc ）は、アメリカ合衆国のダグラス・エアクラフト社が開発した双発攻撃機である。
第二次世界大戦中に連合国諸国に配備されて使用され、うちイギリスに供与された機体はボストン(Boston)という名称で運用された。海軍ではBDとして採用され、A-20やBDとしての愛称の「ハボック(ハヴォック、Havoc)」は、破壊の意であるが、これはイギリスで改修された、A-20系列の夜間戦闘機に名付けられた名称の逆輸入である（後述）。
後継機A-26開発後も使用が続けられ、アメリカ陸軍航空隊が作戦展開した全戦線で活躍した。

## 概要
1936年3月にノースロップ社でハイネマンを中心とするグループにより、ベンチャービジネスとして研究が開始された。当初の機体はモデル7Aと呼ばれ、エンジンにP&W-985ワスプジュニア（離昇出力425馬力）を双発で装備し、前脚式構造を持つ最高速度402km/h、爆弾倉内へ40発の17ℓb爆弾を搭載する攻撃機として計画されていた。しかし、この案は実物大モックアップまで製作されたものの中止となった。より強力な機体が1937年に米陸軍より求められたことと、1938年にノースロップ社がダグラス社に吸収合併されたことにより、開発の主導がダグラス社に移ったためである。米陸軍が1937年に各航空機メーカーに要求した新型攻撃機の仕様は、1,200ℓbの爆弾を搭載して1,930kmの航続距離を持つことであった。ダグラス社はノースロップ社で研究中だったモデル7Aの発展型をこれに充て、引き続きハイネマンをリーダーにエンジンをパワーアップさせた大型の機体、モデル7Bを開発することとなった。モデル7Bは機首をソリッドノーズ化して20mm機関砲2門、7.62mm機関銃6挺を装備するプランが発案され、爆弾も2,000ℓbまで搭載する計画となっていた。
こうして1938年10月にモデル7Bは初飛行に成功する。これはドイツとの関係が悪化し、戦雲が垂れ込めていたフランス空軍の注目を引き、1939年1月にフランスにてデモフライトしたが、テスト機は不幸にも事故で墜落してしまった。しかし、フランス側は本機を見放さず改修型の設計を求めた。ダグラス社はこれに応え、DB7（ダグラス爆撃機7型）を設計し、これはフランスから100機の受注に漕ぎ着けた。形態も7Bの発動機が主翼に串刺しになっているのを、DB7は翼下へ吊り下げる形となり、以後の機体もこれを踏襲することとなる。機首は爆撃照準器と爆撃手席を設置した透明機首型で、武装はフランス規格の7.5mm機関銃に機首左右にブリスターパック固定式に各2挺。後方の銃手席と下方のトンネルガンポートには旋回銃として各1挺を装備する。輸出用として1速過給器付きのP&WR-1830-SC3-G（離昇出力1,000馬力）エンジンを搭載しており、同年10月31日には引き渡しが開始されるが、それに先立ち10月20日には追加として、270機が発注されている。また後期生産型には発動機を2速過給器付きのP&W R-1830-SC4-G（離昇出力1,100馬力）とし、防弾板やセルフ・シーリングタンクも導入され、高高度性能と防御力が増している。実戦配備は1940年1月からであるが、半年後の6月にフランスが降伏。まだ到着していない追加発注分121機は、規格を英国仕様に改めてイギリス空軍が引き取ることになる。
英国空軍はDB7をボストンの名で自国に導入した。フランス規格のP&WR-1830-SC3-G搭載の前期生産型をボストンI。 R-1830-SC4-G搭載の後期生産型をボストンIIと呼称したが、後にボストンIIを夜間戦闘機ハボックIに改修している（「ハボック」のネーミングはこの時に付けられている）。また、改良型のライトR-2600-A5B（離昇出力1,600馬力）搭載機をDB7Aとして100機導入し、これをハボックIIに改修している。 ハボックは機首に機上レーダーアンテナと前方固定式の7.7mm機関銃を8-12挺（機体によって差異があり、一定していない）を装備するが、一部の機体には強力なサーチライトを搭載し、闇夜の敵を照射するタービンライトと呼ばれた特殊機が存在した。米陸軍も夜間戦闘機型P-70が存在するが、これは英空軍のハボックの成功に触発された物で別機である（武装も異なる）。 更にイギリスは独自に300機をDB7Bとして追加発注、これをボストンIIIと呼称した。
また、オランダ空軍もDB7BをDB7Cの名で48機採用する。このうち何機かは、太平洋戦争中のジャワで日本軍に鹵獲され、前輪のシミー・ダンパーがコピーされた。
1939年6月にはアメリカ陸軍もA-20の名称で導入を決め、63機が発注された。機体はDB7Bと同規格機であったが、武装は米軍規格の7.62mm機関銃に換装され（ただし、機首のブリスターパックは未装備の機体が多い）、後部銃座の機銃は7.62mm連装に強化された。透明機首内にノルデン爆撃照準器を設置し、エンジンはターボ過給器付のライトR-2600-7（離昇出力1,700馬力）であった。しかし、ターボ過給器に不具合が続出したために生産途中から装備を取りやめ、ターボなしのR-2600-11（離昇出力1,600馬力）に換装。A-20Aとして中・低高度域専用機にする決定がなされた。
A-20Bは本格量産に入った武装強化型で、発注数は123機。機首左右のブリスターパックは廃止されて12.7mm機銃に強化。後部の旋回機銃も同様に12.7mm連装とし、エンジンナセル内に各1挺の7.62mm機銃を固定装備する。多くの機体は後に機首をソリッドノーズとし、6挺の12.7mm機関銃を固定式に装備する地上攻撃型となった。また、後部爆弾倉内へ757ℓ入りの追加燃料タンクを装備可能となり、航続距離を上げている。レンドリース用に生産されたA-20Cはこれに加えて、爆弾倉に魚雷搭載用ラックを装備。エンジンの出力に違いはないが、集合排気管が推力式単排気管となって速度が24km/h上昇している。英国向けの機体はボストンIIIAと呼ばれ、ソ連にも多数送られている。ソ連はあらゆる型のハボックを合計3,125機受領した。
最多生産型のA-20Gはそれまで現地改修型しかなかったソリッドノーズの地上攻撃型を、生産型で初めて導入したシリーズとなる。エンジンは同馬力ながら、エアフィルター付きのR-2600-23となり、機載燃料槽も2,044ℓから2,744ℓに増加。更に1,416ℓの増槽が装備可能となって、一段と航続力が増している。ソリッドノーズに配された武装は多様で、お馴染みの12.7mm6挺の他に20mm機関砲4門にしたタイプもある。防御武装もA-20G-20以降からは下部銃座を12.7mmに換装し、後部銃座を廃して背面に動力式12.7mm連装機銃塔を設置している。なお、ナセル内の固定武装は廃された。
G型を透明機首型にしたのがA-20JでイギリスにはボストンIVの名で、169機が送られている。最終生産型のA-20KはエンジンをライトR-2600-29（離昇出力1,700馬力）にして、重量増加に対抗している。これもボストンVとして、90機がイギリスへ供与された。
1941年、アメリカ海軍もA-20Aを1機。翌年にA-20Bを8機導入し、それぞれDB1とDB2の名で採用した。ただし、その目的は戦闘用航空機としてではなく、標的曳航のような後方任務用の雑役で機銃他の戦闘用装備は取り除かれている。そのためか、最高速度560km/h（高度3,612m）等、飛行性能全般は数値的に上昇している。
A-20シリーズは米軍のみならず、レンドリースでイギリスやソ連でも広く利用された。双発攻撃機としては速度的に優れており、操縦性がもよく、扱い易い整備性で高い稼働率を維持し、何よりも多少の損害をものともせずに帰還出来る高い生存性を誇る傑作機である。

## 採用国
- オーストラリア
- ブラジル
- カナダ
- フランス
- オランダ
- 南アフリカ連邦
- ソビエト連邦
- イギリス
- アメリカ合衆国

## スペック
A-20G-1(A-20G-20)
- 全長： 14.63 m
- 全幅： 18.69 m
- 全高： 5.36 m
- 翼面積:43.11m2
- 全備重量： 10,964kg
- エンジン：ライト　R-2600-23　空冷14気筒　離昇出力1,600馬力×2
- 最大速度： 510km/h（高度3,260m）/巡航速度: 412km/h
- 実用上限高度：7,255m
- 航続距離： 3,380km
- 爆装
  - 通常:爆弾2,000ℓb（904kg） / 過負荷:爆弾4,000ℓb（1,820kg）
  - または爆弾に代えて、Mk13魚雷
- 銃装　A-20G-1
  - 20mm機関砲×4（機首固定）。ソリッドノーズ型
  - 12.7mm機銃×2（後方銃座）
  - 7.62mm機銃×1（下部トンネルガンポート）
- 銃装　A-20G-20
  - 12.7mm機銃×6（前方固定）。ソリッドノーズ型
  - 12.7mm機銃×2（背面動力機銃塔）
  - 12.7mm機銃×1（下部トンネルガンポート）
- 乗員 3名

## 現存する機体
| 型名                           | 番号             | 機体写真   | 所在地                                  | 所有者                                                       | 公開状況 | 状態     | 備考                                                      |
| ------------------------------ | ---------------- | ---------- | --------------------------------------- | ------------------------------------------------------------ | -------- | -------- | --------------------------------------------------------- |
| A-20C-DO                       | 41-19393         | 写真       | イギリス ウェスト・サセックス州         | ウィングス・ミュージアム                                     | 公開     | 静態展示 |                                                           |
| DB-7B ボストン Mk.III A-20C-BO | AL907 A28-8 3839 |            | オーストラリア ビクトリア州             | オーストラリア空軍博物館                                     | 公開     | 静態展示 | ボーイング製で、RAFの後RAAFで運用された機体。             |
| A-20G-20-DO                    | 42-86615         |            | オーストラリア ニューサウスウェールズ州 | ワガ空軍基地                                                 | 非公開   | 修復中   |                                                           |
| A-20G-20-DO                    | 42-86786         | 写真       | オーストラリア クイーンズランド州       | 空軍アンバーリー遺産センター (RAAF Amberley Heritage Centre) | 公開     | 静態展示 |                                                           |
| A-20G-25-DO                    | 43-9436          | 写真       | オーストラリア ビクトリア州             | 精密航空宇宙会                                               | 公開     | 修復中   |                                                           |
| A-20G-35-DO                    | 43-10052 15328   |            | ロシア モスクワ                         | 空軍中央博物館                                               | 公開     | 静態展示 |                                                           |
| A-20G-40-DO                    | 43-21627 21274   | 写真       | アメリカ合衆国 アリゾナ州               | ピマ航空宇宙博物館                                           | 公開     | 修復中   |                                                           |
| A-20G-45-DO                    | 43-22197 21844   |            | アメリカ合衆国 フロリダ州               | ファンタジー・オブ・フライト                                 | 非公開   | 保管中   |                                                           |
| A-20G-45-DO                    | 43-22200 21847   |            | アメリカ合衆国 オハイオ州               | 国立アメリカ空軍博物館                                       | 公開     | 静態展示 | A-20G-40-DO / 43-21475の塗装で展示されている。            |
| A-20H-1-DO                     | 44-0020 23243    | 写真1写真2 | アメリカ合衆国 カリフォルニア州         | エア・ヘリテージ社                                           | 公開     | 修復中   |                                                           |
| A-20J-15-DO                    | 43-21709 21356   | 写真       | アメリカ合衆国 テキサス州               | ルイス・エア・レジェンズ                                     | 公開     | 飛行可能 | A-20Gとして塗装されている。 2025年2月16日事故により損傷。 |
| A-20K-15-DO                    | 44-0539 23762    |            | ブラジル                                | 航空博物館                                                   | 公開     | 静態展示 |                                                           |
| F-3A                           | 39-0741          |            | アメリカ合衆国 アリゾナ州               | ゴスホーク・アンリミテッド社                                 | 公開     | 修復中   |                                                           |